# グレイテスト・ヒッツ Vol.3
『グレイテスト・ヒッツ　Vol.3』（Elton John's Greatest Hits Vol. 3）は、1987年に発表されたエルトン・ジョンのベスト・アルバム。日本未発売。

## 解説
アメリカのみで発売されたベスト・アルバム。エルトンがゲフィンからMCAに再移籍した際にまとめられたもの。楽曲にはシングル用の短縮版が存在するものもあるが、本作には全曲、オリジナル・アルバムからのフルバージョンが収められている。

## 収録曲
1. I Guess That's Why They Call It The Blues
2. Mama Can't Buy You Love
3. Little Jeannie
4. Sad Songs (Say So Much)
5. I'm Still Standing
6. Empty Garden (Hey Hey Johnny)
7. Heartache All Over The World
8. Too Low For Zero
9. Kiss The Bride
10. Blue Eyes
11. Nikita
12. Wrap Her Up